# Kurt Russell
Kurt Vogel Russell (Springfield, Massachusetts, 1951. március 17. –) Golden Globe-díjra jelölt amerikai színész.
Gyermekkorában kezdett filmezéssel foglalkozni hollywoodi filmekben az 1960-as években, és azóta is rendszeresen feltűnik különböző műfajú produkciókban, mint például a Komputer teniszcipőben, Menekülés New Yorkból, A dolog, Nagy zűr kis Kínában, Az utolsó csepp, Tango és Cash, Lánglovagok, Csillagkapu, Tombstone – A halott város, A katona, Diliwood, Vanília égbolt, Poseidon, Grindhouse – Halálbiztos.

## Fiatalkora
Springfieldben (Massachusetts) született. William Russell és Martha Davies leszármazottja, akik Angliából érkeztek Massachusettsbe 1640 körül és a mai Arlington területén telepedtek le. Szülei Louise Julia táncosnő és Bing Russell színész, akik leginkább a Bonanza című televíziós sorozatból ismertek.
Az 1960-as évek közepén végzett a kaliforniai Thousand Oaks középiskolában.

## Pályafutása

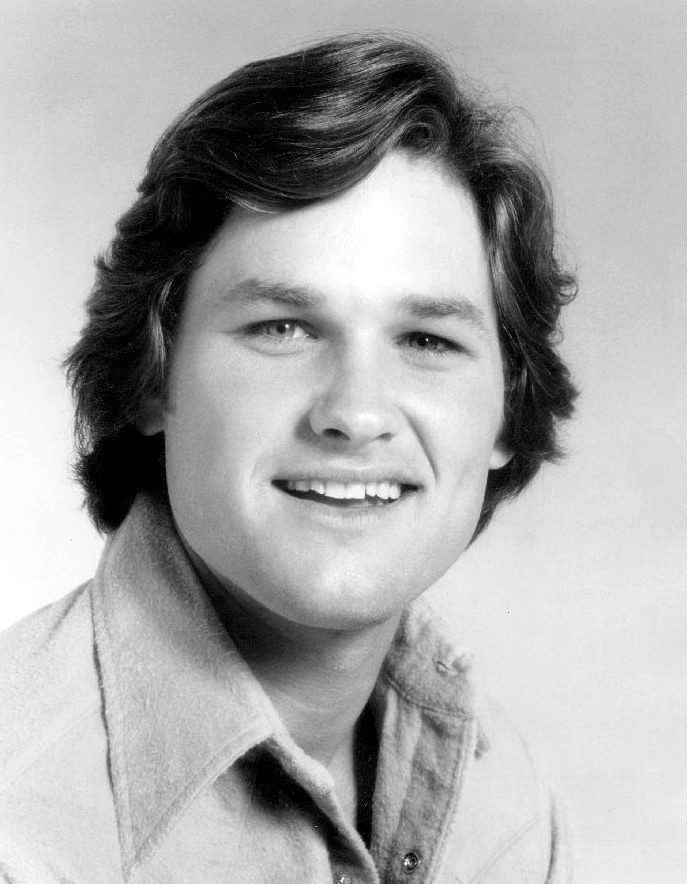
Russell 1974-ben

Kurt Russell karrierjét az American Broadcasting Company (ABC) televíziós western sorozatának, a Sugarfootnak gyerekszínészeként kezdte. Filmes karrierje tizenegy évesen indult, Elvis Presley A világkiállításon történt című musicalében, illetve egy megszűnt sorozat, a Rin Tin Tin két epizódjában játszott. 1963. április 24-én vendégszereplője volt az ABC Our Man Higgins című sorozatának, majd az NBC orvosi dráma sorozata, a The Eleventh Hour egy epizódjában. Még ugyanabban az évben fiatal színészként nagy szerephez jutott: az ABC egy újabb westernjében, a The Travels of Jaimie McPheeters című sorozatban kapott főszerepet. A Robert Lewis Taylor könyve alapján készült sorozatban olyan színészek is játszottak, mint Dan O'Herlihy, John Maloney és a fiatal Osmond testvérek, valamint Charles Bronson is visszatérő szereplő volt. 1964-ben a népszerű amerikai sorozat, a The Fugitive egy epizódjában is megjelent, majd további sorozatok egy-egy epizódjaiban játszott (Gilligan's Island (CBS), The Legend of Jesse James (ABC), The Road West (NBC)). 1966-ban a CBS Lost in Space című sci-fi sorozatában egy bolygó urának fiát, Quano-t alakította.
A fiatal színésszel tízéves szerződést kötött a Walt Disney társaság, ezek után több Disney-filmben kapott szerepet: Follow Me, Boys! (1966), The One and Only, Genuine, Original Family Band  – utóbbi, 1968-as filmben ismerte meg az abban az időben újonc Goldie Hawnt, aki később a párja lett. Feltűnt a Komputer teniszcipőben (1969), a Halál a toronyból (1975) és A világ legerősebb embere (1975) című filmekben is. Meghallgatáson volt a Csillagok háborúja Han Solo szerepére, amit Harrison Ford kapott meg végül.
1976 őszén Tim Mathesonnal együtt játszott egy tizenöt részes NBC sorozatban (The Quest), mely két fiatalról szól, akik nővérüket keresik Amerika nyugati részén, akit a Cheyenne indiánok ejtettek foglyul.
Russell apjához hasonlóan baseball karrierjét is építgette. A '70-es évek elején a California Angels csapatában játszott, amikor vállának egy futó játékos ütközött, és Russell dobó karja megsérült. A sérülés miatt kénytelen volt abbahagyni a baseballt, holott előtte a texasi liga vezető ütőjátékosa volt 0,563-as ütőátlaggal. Ezután visszatért a színészethez.
1979-ben Russelt Emmy-díjra jelölték az Elvis című televíziós film főszerepéért. Ekkor dolgozott először együtt John Carpenterrel, a Halloween című film rendezőjével. Bár a filmben nem ő énekelte fel a dalokat – Ronnie McDowell country énekes énekelt –, az 1994-ben készült Forrest Gump című filmben ő kölcsönözte Elvis Presley hangját. A következő évtizedben Russell több alkalommal dolgozott Carpenterrel, legismertebb szerepei ebből az időből a Menekülés New Yorkból, majd a folytatás, a Menekülés Los Angelesből főszerepei. Kettejük együttműködéséből született 1982-ben A dolog, majd 1986-ban a Nagy zűr kis Kínában. Bár mindkettő veszteséggel zárt, rajongótábort szerzett Russellnek.
Elvis Presley többször is Russell pályájának része volt. Azon kívül, hogy gyerekszínészként feltűnt A világkiállításon történt című Elvis-musicalben, az 1979-es, Carpenter rendezte Elvis c. filmben, majd  1994-ben a Forrest Gump című filmben ő volt Elvis Presley hangja, majd 2001-ben a Milliókért a pokolba című filmben egy ál-Elvist alakít, aki egy las vegasi kaszinórablásban vesz részt ,.
Az 1984-es Silkwood című életrajzi filmben nyújtott szerepéért Golden Globe-díjra jelölték. Egy amerikai hokiedzőt, Herb Brookst alakította a 2004-ben készült Csoda a jégen című családi filmben, mellyel elnyerte a kritikusok elismerését.
2006-ban kiderült, hogy ő volt a rendezője a Tombstone – A halott város című filmnek, nem pedig George P. Cosmatos, ahogy a stáblistában volt látható. Russell szerint Cosmatost Sylvester Stallone ajánlotta és valójában csak szellem-rendező volt, mint a Rambo II esetében is. Russell azt nyilatkozta, megígérte Cosmatosnak, hogy amíg a rendező él, titokban tartja a dolgot. Cosmatos 2005 áprilisában hunyt el.
Russellt 2007-ben a Quentin Tarantino által rendezett Grindhouse: Halálbiztos című filmben láthattuk. Miután bejelentették a Menekülés New Yorkból újrafeldolgozását, Russell dühös volt, amiért Snake Plissken szerepére Gerard Butlert válogatták be, mivel úgy gondolta, a karakternek „igazi amerikainak” kell lennie.

## Magánélet
Kurt Russell felesége Season Hubley volt, akivel az 1979-es Elvis című film felvételein találkozott. Egy fiuk született 1980-ban, Boston Russell. 1983-ban válásuk közepette Russell Goldie Hawnnal került kapcsolatba a Második műszak forgatása során, és azóta is együtt vannak. 1986-ban született egy fiuk, Wyatt. A pár 1987-ben együtt forgatta A vasmacska kölykei című komédiát. Hawn Bill Hudsontól született fia és lánya, a színész Oliver és Kate Hudson Russellt ismerik el apjukként. Russell egyébként a korábbi baseballjátékos, Matt Franco nagybátyja.
Russell a Libertarianista Párt kimagasló tagja. A színész azt állítja, hogy gyakran libertariánus elvei miatt volt kirekesztve Hollywoodból, ezért ő és Hawn Aspen (Colorado) külvárosába költöztek, ahol Russell íróként is kipróbálta magát (társforgatókönyv-írója a Menekülés Los Angelesből-nek). 2003 februárjában a család Vancouverbe (Kanada) költözött, hogy fiuk jégkorongozhasson. Russell FAA jogosítvánnyal rendelkező magánrepülő-pilóta.

## Filmográfia

### Film
| Év   | Magyar cím                        | Eredeti cím                                     | Szerep                                        | Magyar hang                 | Rendező                |
| ---- | --------------------------------- | ----------------------------------------------- | --------------------------------------------- | --------------------------- | ---------------------- |
| 1963 | A világkiállításon történt        | It Happened at the World's Fair                 | Mike-ot megrúgó fiú (stáblistán nem szerepel) |                             | Norman Taurog          |
| 1965 | Diablo fegyverei                  | Guns of Diablo                                  | Jamie McPheeters                              |                             | Boris Sagal            |
| 1965 | Diablo fegyverei                  | Guns of Diablo                                  | Jamie McPheeters                              | Boris Ingster               |                        |
| 1966 | Utánam, fiúk!                     | Follow Me, Boys!                                | Whitey                                        | Simonyi Balázs              | Norman Tokar (1.)      |
| 1967 |                                   | Mosby's Marauders                               | Willie Prentiss                               |                             | Michael O'Herlihy      |
| 1968 |                                   | The One and Only, Genuine, Original Family Band | Sidney Bower                                  |                             | Michael O'Herlihy      |
| 1968 |                                   | The Horse in the Gray Flannel Suit              | Ronnie Gardner                                |                             | Norman Tokar (2.)      |
| 1969 | Komputer teniszcipőben            | The Computer Wore Tennis Shoes                  | Dexter Riley                                  | Forgács Péter               | Robert Butler (1.)     |
| 1971 | Mezítlábas lakótárs               | The Barefoot Executive                          | Steve Post                                    | Bolba Tamás                 | Robert Butler (2.)     |
| 1971 |                                   | Fools' Parade                                   | Johnny Jesus                                  |                             | Andrew V. McLaglen     |
| 1972 | Itt a fiú, hol a fiú?             | Now You See Him, Now You Don't                  | Dexter Riley                                  | Bertók Lajos                | Robert Butler (3.)     |
| 1972 | Itt a fiú, hol a fiú?             | Now You See Him, Now You Don't                  | Dexter Riley                                  | Bolba Tamás                 | Robert Butler (3.)     |
| 1973 | Charley és az őrangyal            | Charley and the Angel                           | Ray Ferris                                    | Lippai László               | Vincent McEveety (1.)  |
| 1973 | Szuperpapa                        | Superdad                                        | Bart                                          | Bor Zoltán                  | Vincent McEveety (2.)  |
| 1973 | Szuperpapa                        | Superdad                                        | Bart                                          | Bolba Tamás                 | Vincent McEveety (2.)  |
| 1975 | A világ legerősebb embere         | The Strongest Man in the World                  | Dexter Riley                                  | Forgács Péter               | Vincent McEveety (3.)  |
| 1976 |                                   | The Captive: The Longest Drive 2                | Morgan "Two Persons" Bodeen                   |                             | Lee H. Katzin          |
| 1980 | Tragacsparádé                     | Used Cars                                       | Rody Russo                                    | Forgács Péter               | Robert Zemeckis (1.)   |
| 1981 | Menekülés New Yorkból             | Escape from New York                            | Snake Plissken                                | Gáti Oszkár                 | John Carpenter (1.)    |
| 1981 | A róka és a kutya                 | The Fox and the Hound                           | Szimat (hangja)                               | Elek Ferenc                 | Ted Berman             |
| 1981 | A róka és a kutya                 | The Fox and the Hound                           | Szimat (hangja)                               | Elek Ferenc                 | Richard Rich           |
| 1981 | A róka és a kutya                 | The Fox and the Hound                           | Szimat (hangja)                               | Elek Ferenc                 | Art Stevens            |
| 1982 | A dolog                           | The Thing                                       | R.J. MacRaedy                                 | Jakab Csaba (1. szinkron)   | John Carpenter (2.)    |
| 1982 | A dolog                           | The Thing                                       | R.J. MacRaedy                                 | Mikula Sándor (1. szinkron) | John Carpenter (2.)    |
| 1982 | A dolog                           | The Thing                                       | R.J. MacRaedy                                 | Gáspár Sándor (2. szinkron) | John Carpenter (2.)    |
| 1983 | Silkwood                          | Silkwood                                        | Drew Stephens                                 | Forgács Péter               | Mike Nichols           |
| 1984 | Második műszak                    | Swing Shift                                     | Mike "Lucky" Lockhart                         | Széles Tamás                | Jonathan Demme         |
| 1985 | Hőhullám                          | The Mean Season                                 | Malcolm Anderson                              | Dörner György               | Phillip Borsos         |
| 1985 | Hőhullám                          | The Mean Season                                 | Malcolm Anderson                              | Epres Attila                | Phillip Borsos         |
| 1986 | Most kapd el, Jack!               | The Best of Times                               | Reno Hightower                                | Vass Gábor                  | Roger Spottiswoode     |
| 1986 | Nagy zűr kis Kínában              | Big Trouble in Little China                     | Jack Burton                                   | Sinkovits-Vitay András      | John Carpenter (3.)    |
| 1986 | Nagy zűr kis Kínában              | Big Trouble in Little China                     | Jack Burton                                   | Kaszás Attila               | John Carpenter (3.)    |
| 1986 | Nagy zűr kis Kínában              | Big Trouble in Little China                     | Jack Burton                                   | Forgács Péter               | John Carpenter (3.)    |
| 1987 | A vasmacska kölykei               | Overboard                                       | Dean Proffitt                                 | Dörner György               | Garry Marshall         |
| 1987 | A vasmacska kölykei               | Overboard                                       | Dean Proffitt                                 | Selmeczi Roland             | Garry Marshall         |
| 1988 | Az utolsó csepp                   | Tequila Sunrise                                 | Nicholas "Nick" Frescia hadnagy               | Nagy Gábor                  | Robert Towne           |
| 1988 | Az utolsó csepp                   | Tequila Sunrise                                 | Nicholas "Nick" Frescia hadnagy               | Fazekas István              | Robert Towne           |
| 1989 | Téli emberek                      | Winter People                                   | Wayland Jackson                               | Csankó Zoltán               | Ted Kotcheff           |
| 1989 | Tango és Cash                     | Tango & Cash                                    | Gabriel "Gabe" Cash hadnagy                   | Hegedűs D. Géza             | Andrej Koncsalovszkij  |
| 1991 | Lánglovagok                       | Backdraft                                       | Stephen McCaffrey / Dennis McCaffrey          | Jakab Csaba                 | Ron Howard             |
| 1992 | Őrjítő vágy                       | Unlawful Entry                                  | Michael Carr                                  | Forgács Péter               | Jonathan Kaplan        |
| 1992 | Ron kapitány                      | Captain Ron                                     | Ron kapitány                                  | Rosta Sándor                | Thom Eberhardt         |
| 1993 | Tombstone – A halott város        | Tombstone                                       | Wyatt Earp                                    | Sörös Sándor                | George P. Cosmatos     |
| 1994 | Forrest Gump                      | Forrest Gump                                    | Elvis Presley (hangja)                        | Dózsa Zoltán                | Robert Zemeckis (2.)   |
| 1994 | Csillagkapu                       | (Stargate                                       | Jonathan "Jack" O'Neil ezredes                | Dörner György               | Roland Emmerich        |
| 1996 | Tűzparancs                        | Executive Decision                              | Dr. David Grant                               | Sörös Sándor                | Stuart Baird           |
| 1996 | Menekülés Los Angelesből          | Escape from L.A.                                | Snake Plissken                                | Rátóti Zoltán               | John Carpenter (4.)    |
| 1997 | A félelem országútján             | Breakdown                                       | Jeffrey "Jeff" Taylor                         | Epres Attila                | Jonathan Mostow        |
| 1998 | A katona                          | Soldier                                         | Todd 3465                                     | Szabó Sipos Barnabás        | Paul W. S. Anderson    |
| 2001 | Milliókért a pokolba              | 3000 Miles to Graceland                         | Michael Zane                                  | Forgács Péter               | Demian Lichtenstein    |
| 2001 | Vanília égbolt                    | Vanilla Sky                                     | McCabe                                        | Sörös Sándor                | Cameron Crowe          |
| 2002 | Úttalan út                        | Interstate 60: Episodes of the Road             | Ives százados                                 | Forgács Péter               | Bob Gale               |
| 2002 | Dark Blue                         | Dark Blue                                       | Eldon Perry                                   | Kőszegi Ákos                | Ron Shelton            |
| 2004 | Csoda a jégen                     | Miracle                                         | Herb Brooks                                   | Sörös Sándor                | Gavin O’Connor         |
| 2004 | Diliwood                          | Jiminy Glick in Lalawood                        | önmaga                                        |                             | Vadim Jean             |
| 2005 | Szuper felsőtagozat               | Sky High                                        | Steve / Parancsnok                            | Sörös Sándor                | Mike Mitchell          |
| 2005 | Az álmodó                         | Dreamer                                         | Ben Crane                                     | Sörös Sándor                | John Gatins            |
| 2006 | Poseidon                          | Poseidon                                        | Robert Ramsey                                 | Sörös Sándor                | Wolfgang Petersen      |
| 2007 | Grindhouse – Halálbiztos          | Death Proof                                     | kaszkadőr Mike                                | Sörös Sándor                | Quentin Tarantino (1.) |
| 2007 |                                   | Cutlass (rövidfilm)                             | apa                                           |                             | Kate Hudson            |
| 2011 | Játékidő                          | Touchback                                       | Hand edző                                     | Csankó Zoltán               | Don Handfield          |
| 2013 | A lopás művészete                 | The Art of the Steal                            | Crunch Calhoun                                | Sörös Sándor                | Jonathan Sobol         |
| 2015 | Halálos iramban 7.                | Furious 7                                       | Mr. Senki (Frank Petty)                       | Sörös Sándor                | James Wan              |
| 2015 | Csontok és skalpok                | Bone Tomahawk                                   | Franklin Hunt seriff                          | Sörös Sándor                | S. Craig Zahler        |
| 2015 | Aljas nyolcas                     | The Hateful Eight                               | John "Hóhér" Ruth                             | Gáspár Sándor               | Quentin Tarantino (2.) |
| 2016 | Mélytengeri pokol                 | Deepwater Horizon                               | Jimmy "Mr. Jimmy" Harrell                     | Sörös Sándor                | Peter Berg             |
| 2017 | Halálos iramban 8.                | Fast 8                                          | Mr. Senki (Frank Petty)                       | Sörös Sándor                | F. Gary Gray           |
| 2017 | A galaxis őrzői vol. 2.           | Guardians of the Galaxy Vol. 2                  | Ego, Quill apja                               | Dörner György               | James Gunn             |
| 2018 | Karácsonyi krónikák               | The Christmas Chronicles                        | Mikulás / Szent "Miki" Miklós                 | Sörös Sándor                | Clay Kaytis            |
| 2019 |                                   | Crypto                                          | Martin Duran, Sr.                             |                             | John Stalberg Jr.      |
| 2019 | Volt egyszer egy Hollywood        | Once Upon a Time in Hollywood                   | Randy Miller / Narrátor                       | Dörner György               | Quentin Tarantino (3.) |
| 2020 | Karácsonyi krónikák: Második rész | The Christmas Chronicles 2                      | Mikulás / Szent "Miki" Miklós                 | Sörös Sándor                | Chris Columbus         |
| 2020 | Karácsonyi krónikák: Második rész | The Christmas Chronicles 2                      | Mikulás / Szent "Miki" Miklós                 | Gerdesits Ferenc (ének)     | Chris Columbus         |
| 2021 | Halálos iramban 9.                | F9                                              | Mr. Senki (Frank Petty)                       | Sörös Sándor                | Justin Lin             |
| 2025 | A hupikék törpikék                | The Smurfs Movie                                | Ron (hangja)                                  | Csuha Lajos                 | Chris Miller           |
| 2025 |                                   | The Rivals of Amziah King                       |                                               |                             | Andrew Patterson       |

### Televízió
| Év        | Cím                                                          | Szerep                                            | Megjegyzések                                                                              |
| --------- | ------------------------------------------------------------ | ------------------------------------------------- | ----------------------------------------------------------------------------------------- |
| 1962      | Dennis the Menace                                            | Kevin                                             | 1 epizód                                                                                  |
| 1962      | The Dick Powell Show                                         | fiú / Vernon                                      | 3 epizód                                                                                  |
| 1963      | Sam Benedict                                                 | Knute                                             | 1 epizód                                                                                  |
| 1963      | The Eleventh Hour                                            | Peter Hall                                        | 1 epizód                                                                                  |
| 1963      | Our Man Higgins                                              | Bobby                                             | 1 epizód                                                                                  |
| 1963–1964 | The Travels of Jaimie McPheeters                             | Jaimie McPheeters                                 | állandó szereplő                                                                          |
| 1964      | The Man From U.N.C.L.E.                                      | Christopher Larson                                | 1 epizód                                                                                  |
| 1964–1965 | The Virginian                                                | Toby Shea / Andy Denning                          | 2 epizód                                                                                  |
| 1964–1966 | The Fugitive                                                 | Eddie / Philip Gerard Jr.                         | 2 epizód                                                                                  |
| 1964–1974 | Gunsmoke                                                     | Packy Kerlin / Buck Henry                         | 2 epizód                                                                                  |
| 1965      | Gilligan's Island                                            | Dzsungelfiú                                       | 1 epizód                                                                                  |
| 1965      | The F.B.I.                                                   | Dan Winslow                                       | 1 epizód                                                                                  |
| 1965–1969 | Daniel Boone                                                 | több szereplő                                     | 5 epizód                                                                                  |
| 1966      | Lost In Space                                                | Quano                                             | 1 epizód                                                                                  |
| 1966      | Laredo                                                       | Grey Smoke                                        | 1 epizód                                                                                  |
| 1967      | The Road West                                                | Jay Baker                                         | 1 epizód                                                                                  |
| 1967–1976 | Disneyland                                                   | Rich Evans / Willie Prentiss közlegény / narrátor | 7 epizód                                                                                  |
| 1969      | Guns in the Heather                                          | Rich                                              | tévéfilm                                                                                  |
| 1969      | Then Came Bronson                                            | William P. Lovering                               | 1 epizód                                                                                  |
| 1970      | Men at Law                                                   | Jerry Patman                                      | 1 epizód                                                                                  |
| 1970      | The High Chaparral                                           | Dan Rondo                                         | 1 epizód                                                                                  |
| 1970      | Love, American Style                                         | Johnny                                            | 1 epizód                                                                                  |
| 1971      | Room 222                                                     | Tim                                               | 1 epizód                                                                                  |
| 1973      | Love Story                                                   | Scott                                             | 1 epizód                                                                                  |
| 1974      | Hec Ramsey                                                   | Matthias Kane                                     | 1 epizód                                                                                  |
| 1974      | The New Land                                                 | Bo Larsen                                         | állandó szereplő                                                                          |
| 1974–1975 | Police Story                                                 | J.D. Crawford / David Singer rendőr               | 2 epizód                                                                                  |
| 1975      | Harry O                                                      | Todd Conway                                       | 1 epizód                                                                                  |
| 1975      | Halál a toronyból (The Deadly Tower)                         | Charles Whitman                                   | - tévéfilm - magyar hangja: - Tokaji Csaba                                                |
| 1975      | Search for the Gods                                          | Shan Mullins                                      | tévéfilm                                                                                  |
| 1976      | The Quest                                                    | Morgan "Two Persons" Beaudine                     | állandó szereplő                                                                          |
| 1976      | The Quest: The Longest Drive                                 | Morgan "Two Persons" Beaudine                     | tévéfilm                                                                                  |
| 1977      | Hawaii Five-O                                                | Peter Valchek                                     | 1 epizód                                                                                  |
| 1977      | Christmas Miracle in Caufield, U.S.A.                        | Johnny                                            | tévéfilm                                                                                  |
| 1979      | Elvis                                                        | Elvis Presley                                     | - tévéfilm - magyar hangja: - Csankó Zoltán                                               |
| 1980      | Amber Waves                                                  | Laurence Kendall                                  | tévéfilm                                                                                  |
| 2021–2023 | Mi lenne, ha…? (What If…?)                                   | Ego (hangja)                                      | - 2 epizód - magyar hangja: - Dörner György (1. évad) - Menszátor Héresz Attila (2. évad) |
| 2023–2024 | Monarch – A szörnyek hagyatéka (Monarch: Legacy of Monsters) | Lee Shaw                                          | főszereplő                                                                                |